# 바흐마니 술탄국
바흐마니 술탄국(페르시아어: بهمنيان سلطان)은 남인도 데칸 일대에 존재했던 페르시아계 이슬람 제국이다. 바흐마니 술탄국은 데칸 최초의 독립 이슬람 왕국이었으며, 자국보다 오래 존속한 힌두 경쟁국인 비자야나가라 제국과의 끊임없는 전쟁으로 유명하다.
바흐마니 술탄국은 1347년 알라 웃 딘 바흐만 샤에 의해 설립되었다. 술탄국은 나중에 데칸 술탄국으로 묶이는 5개의 후계국으로 분할되었으며, 데칸 술탄국들은 탈리코타 전투 이후 비자야나가라 제국의 수도를 약탈하였다.
현대 학자들은 바흐마니 왕조사에 대한 자료로 주로 피리슈타, 샤이드 알리 타바타바이 등의 중세 연대기의 기록을 참조하고 있으며, 다른 현대 작품으로는 시바타트바 친타마니 구루 차리트라가 있다. 아타나시우스 니키틴은 이 왕국을 여행하였으며, 그는 막대한 "귀족의 부"를 농민의 비참함 및 힌두교도의 검소함과 대조시켰다.

## 역사
검증되지 않은 건국 신화에 따르면, 창건자 자파르 칸은 원래 강주(따라서 하산 강주)라는 브라만 통치자의 하인 또는 노예였다. 술탄국이 수립되기 이전 자파르는 데칸의 총독이자 투글라크를 대표하는 사령관이었으며, 1347년 8월 3일, 델리 술탄국에 반기를 든 나지르 웃딘 이스마일 샤(Nazir Uddin Ismail Shah)는 그날 델리 출신의 바흐만 샤(Bahman Shah)를 지지하며 그에게 자신의 자리를 넘겨주었다. 반란에 성공한 바흐만 샤는 델리 술탄국의 남부 지방에 있는 데칸에 독립국을 세운 후 수도를 하사나바드(굴바르가)로 정했으며, 하사나바드에서 그의 모든 주화가 주조되었다. 영향력 있는 취쉬티 수피 족장의 지원으로 그는 "알라웃딘 바흐만 샤 술탄 - 바흐마니 왕조의 개창자"라는 칭호를 받았다.
알라웃딘의 자리는 그의 아들 무함마드 샤 1세에게 계승되었다.
기야트 웃 딘은 그의 아버지 무함마드 2세의 뒤를 이었지만 타갈친이라는 투르크계 귀족에 의해 폐위된 후 투옥되었다. 그의 뒤를 이어 타갈친의 꼭두각시였던 샴수딘이 술탄이 되었으며, 4대 술탄 다우드의 아들인 피루즈와 아흐메드는 기야트 웃 딘의 복수를 위해 굴바르가로 진군하였다. 피루즈는 본인을 술탄으로 선언하는 동시에 타갈친의 군대를 격파하였으며, 타갈친은 전사하고 샴수딘은 폐위되었다.
타즈 웃 딘 피루즈 샤는 1397년에 술탄이 되었다. 피루즈 샤는 그의 치세 내내 비자야나가라 제국과 여러 번 충돌하였는데, 1398년과 1406년에는 승리했던 반면 1419년에는 패배하였으며, 그의 승전 중 하나는 데바 라야의 딸과 결혼하는 결과를 낳기도 하였다. 그의 남동생 아흐마드 샤 1세 왈리가 피루즈의 자리를 계승하였다.
비다르는 1429년에 술탄국의 수도가 되었다.
후마윤 샤, 니잠 웃 딘 아흐마드 3세 및 무함마드 샤 3세 락카리의 장남들이 어린 나이에 차례대로 즉위하였다. 이 시기 동안 무함마드 샤(Muhammad Shah)가 성인이 될 때까지 마흐무드 가완(Mahmud Gawan)이 섭정으로서 나라를 통치하였는데, 그는 종교 교육과 세속 교육의 중심지인 마흐무드 가완 마드라사를 설립한 것으로 유명하며, 위대한 정치가인 동시에 평판이 좋은 시인으로 여겨졌다. 마흐무드 가완은 데칸인이라고 불리는 지배적인 바흐마니의 토착 무슬림 엘리트과 자신과 같은 서쪽에서 온 새로운 외국인 사이의 투쟁에 휘말렸는데, 결국 그는 무함마드 샤 3세에 의해 처형되었으며, 이후 샤 3세는 1482년에 사망할 때까지 그를 처형한 것을 후회하였다.
무함마드 샤 2세의 아들로서 뒤를 이은 마흐무드 샤 바흐마니 2세는 실질적인 권력을 가진 마지막 바흐마니 통치자였다.
마지막 바흐마니 술탄은 실질적인 통치자인 바리드 샤히 총리 아래의 꼭두각시 군주였다. 1518년 이후 술탄국은 아마드나가르의 니잠 샤히, 골콘다(하이데라바드)의 쿠트브 샤히, 비하르의 바리드 샤히, 베라르의 이마드 샤히, 비자푸르의 아딜 샤히 등의 5개국으로 분열되었으며, 이들 5개국들은 소위 데칸 술탄국들로 통칭되었다.
비자야나가라 제국의 남인도 황제 크리슈나 데바 라야가 바흐마니 술탄국의 잔존 세력을 물리친 후 바흐마니 술탄국은 완전히 무너졌다.

## 문화
왕조의 통치자들은 자신들이 대이란 전설에 나오는 신화적 인물인 바흐만(Bahman)의 후손이라고 믿었다. 바흐마니 술탄들은 페르시아어, 문화 및 문학의 후원자였으며, 페르시아어에 정통했던 왕조의 일부 구성원은 직접 페르시아어 문학 작품을 저술하기도 하였다.
초대 술탄인 알라웃딘 바흐마니 샤는 북부 카르나타카 족장과 전투를 벌인 후 힌두교 사원에서 1,000명의 노래하고 춤추는 소녀를 사로잡은 것으로 알려져 있다. 또한 바흐마니는 이후에서 전쟁에서 포로로 잡은 민간인 여성과 어린이를 노예로 삼았으며, 이들 중 다수는 이슬람으로 개종하였다. 구리와 은에 상감 세공으로 유명세를 얻은 비다르의 장인들은 곧 비디르와르로 알려지게 되었다.

### 건축

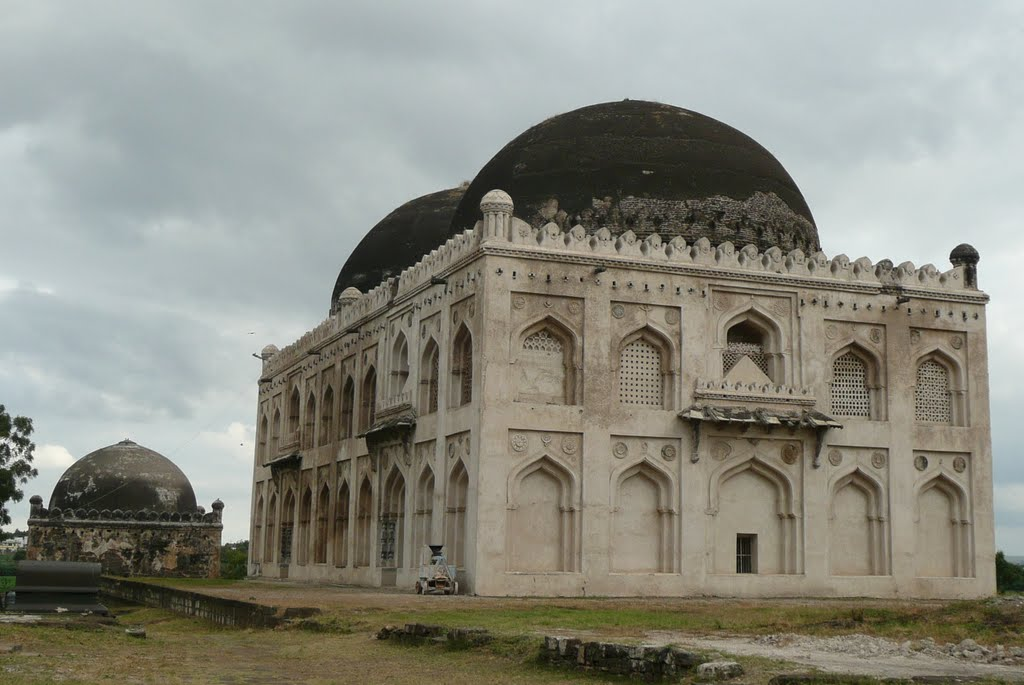
하프 검바드

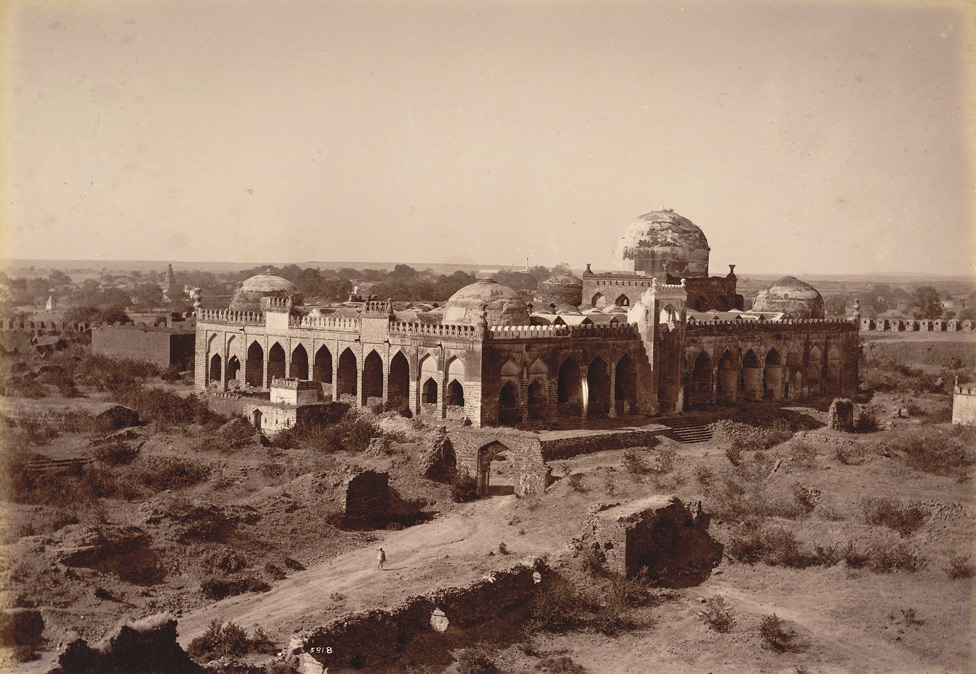
굴바르가 요새의 대모스크

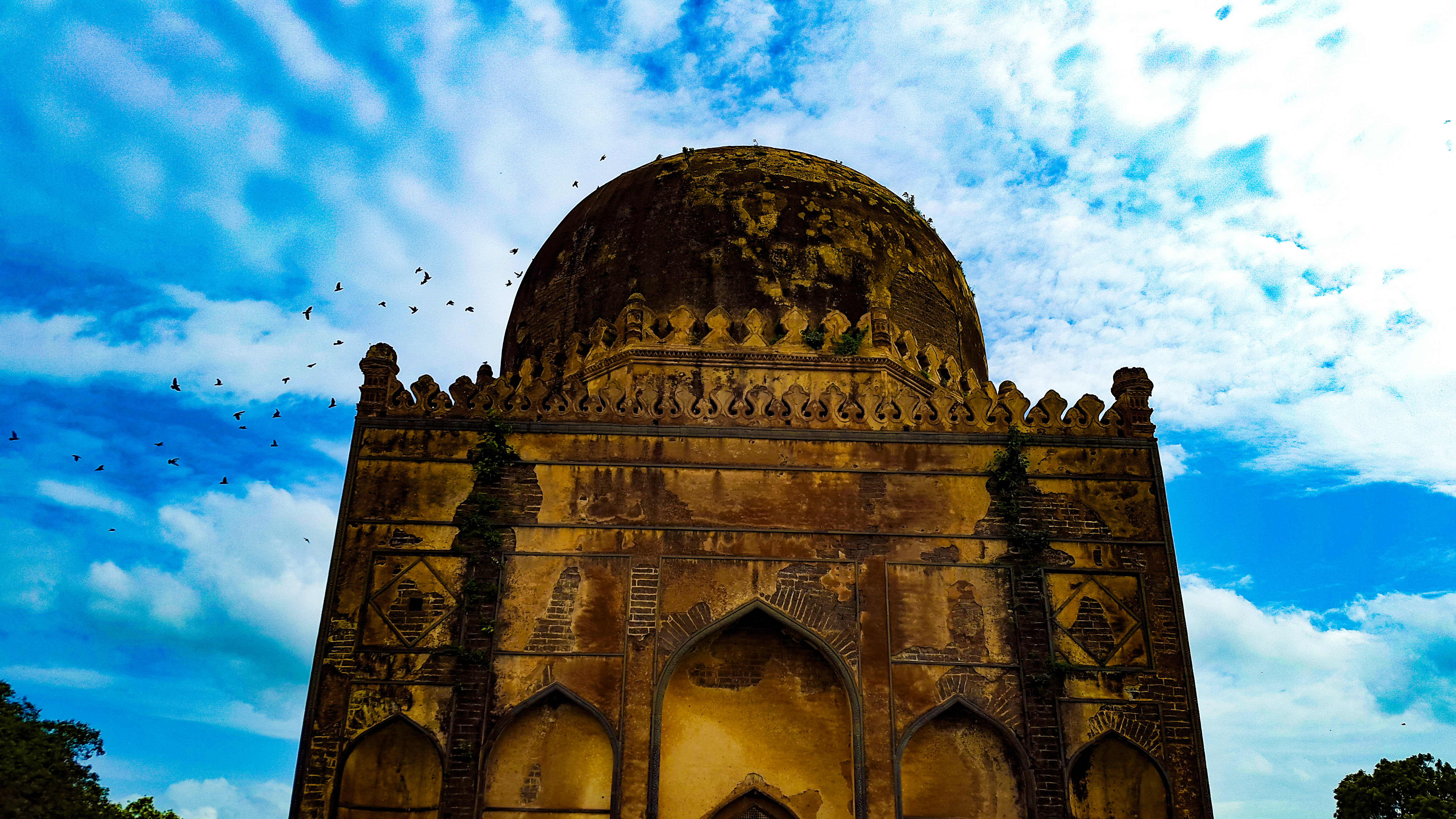
비다르 지역의 바흐마니 무덤

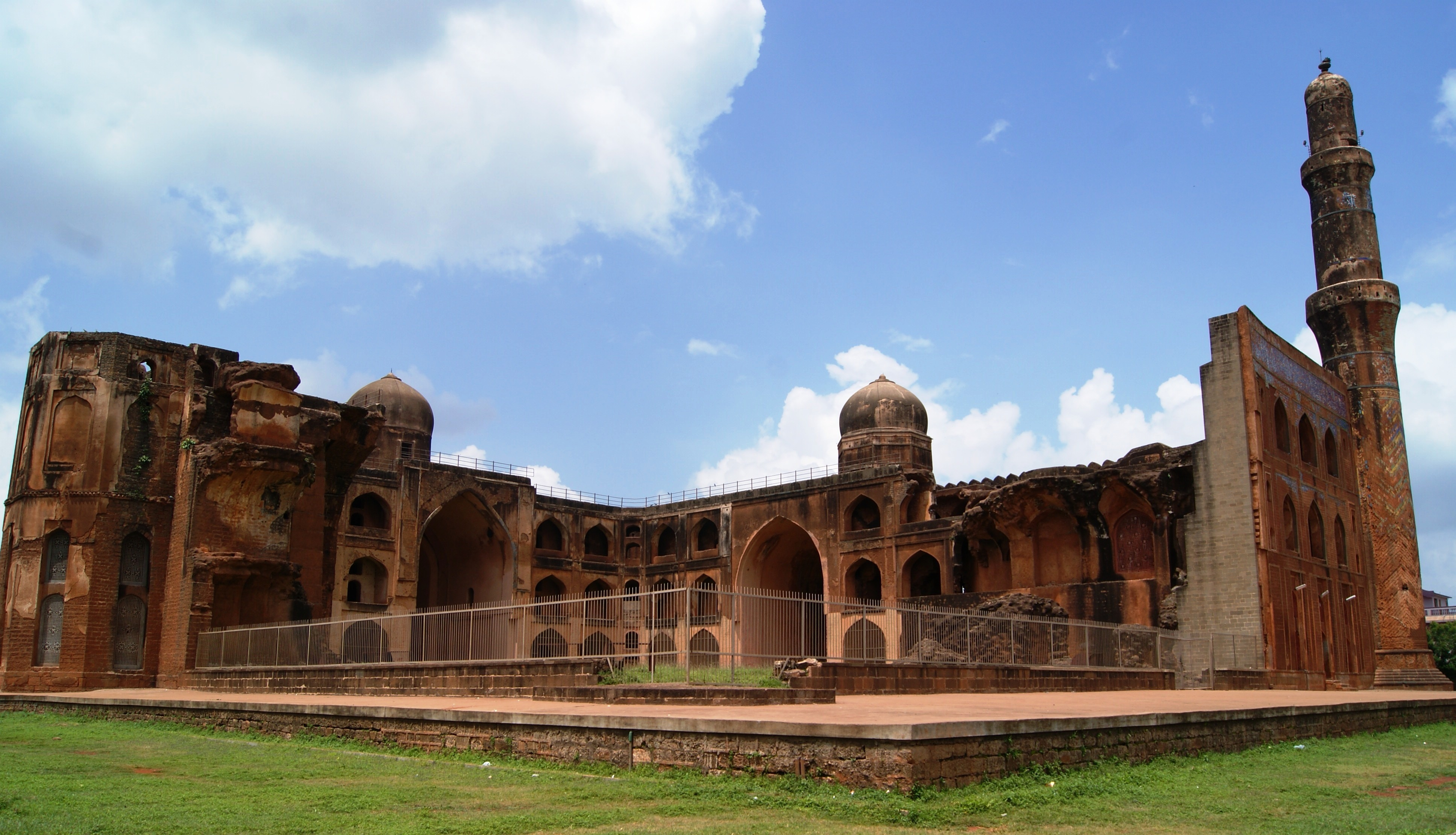
바흐마니 술탄국의 와지르인 마흐무드 가완이 종교 및 세속 교육의 중심지로서 지은 마흐무드 카완 마드라사.

이 기간 동안 개발된 페르시아식 인도-이슬람 건축 양식은 나중에 데칸 술탄국에서도 채택되었다.
굴바르가의 굴바르가 요새, 하프 검바드 및 자마 마시드, 비하르의 비하르 요새 및 마드라사 마흐무드 가완 등이 이들이 남긴 주요 건축 유산이다.
후기 통치자들은 바흐마니 무덤으로 알려진 정교한 무덤 단지에 매장되었다. 한 무덤의 외부는 유색 타일로 장식되어 있으며, 페르시아 시와 꾸란 구절이 무덤 내부에 새겨져 있다.
바흐마니 통치자들은 비다르와 굴바르가에 아름다운 무덤과 사원을 만들었으며, 다울라타바드, 골콘타 및 라이추르에는 많은 요새를 건설하였다. 이들의 건축은 페르시아 건축의 영향을 많이 받았으며, 페르시아, 터키, 아라비아의 건축가들을 초청하기도 하였다. 굴바르가의 자미 마지시드, 찬단드 미나르 및 비다르의 마흐무드 가완 마드라사는 바흐마니 시기에 지어진 장엄한 건축물 중 일부이다.

## 역대술탄/샤
- 알라 웃 딘 샤 1세 (1347년 ~ 1358년)
- 무하마드 샤 1세 (1358년 ~ 1375년)
- 무자히드 샤 (1375년 ~ 1378년)
- 다우드 샤 (1378년 ~ 1397년)
- 마무드 샤 1세 (1397년)
- 기야트 웃 딘 샤 (1397년)
- 샴수딘 샤 (1397년)
- 피루즈 칸 샤 (1397년 ~ 1422년)
- 아흐마드 샤 1세 (1422년 ~ 1436년)
- 알라 웃 딘 아메드 샤 (1436년 ~ 1458년)
- 후마윤 샤 (1458년 ~ 1461년)
- 니잠 샤 (1461년 ~ 1463년)
- 무하마드 샤 2세 (1463년 ~ 1482년)
- 마무드 샤 2세 (1482년 ~ 1518년)
- 아흐마드 샤 2세 (1518년 ~ 1520년)
- 알라 웃 딘 샤 2세 (1520년 ~ 1523년)
- 왈리울라 샤 (1523년 ~ 1526년)
- 칼리물라 샤 (1526년 ~ 1527년)

## 같이 보기
- 비자야나가라 제국

## 참고 문헌
- Avari, Burjor (2013), 《Islamic Civilization in South Asia: A history of Muslim power and presence in the Indian subcontinent》, Routledge, ISBN 978-0-415-58061-8
- Ansari, N. H. (1988). 〈Bahmanid dynasty〉. 《Encyclopaedia Iranica, Vol. III, Fasc. 5》. 494–499쪽.
- Haig, Sir Thomas Wolseley (1925). 《The Cambridge History of India (Volume III)》. Cambridge University Press.
- Kulke, Hermann; Rothermund, Dietmar (2004), 《A History of India》 Four판, Routledge, ISBN 9780415329194
- Meri, Josef W. (2005). 《Medieval Islamic Civilization: An Encyclopedia》. Routledge. 1–1088쪽. ISBN 9781135455965.
- Prasad, Ishwari (1933). 《History Of Mediaeval India》. Allahabad: The Indian Press Ltd.
- Sherwani, Haroon Khan (1946). 《The Bahmanis of the Deccan》.
- Yazdani, Ghulam (1947). 《Bidar, Its History and Monuments》.